# Norman Wright
Norman Wright född 8 januari 1910 död 21 juli 2001 i Dana Point Kalifornien, amerikansk manusförfattare, regissör och filmproducent. Han är son till manusförfattaren Harold Bell Wright. Han anställdes vid Walt Disney Productions 1940 som producent och manusförfattare. 